# Forbedret Fujita skala
Forbedret Fujita skala eller Enhanced Fujita scale  (EF skalaen) er en videreudvikling af den originale Fujitaskala (introduceret i 1971 af Ted Fujita), som er en måde at måle tornadoers styrke på. Den forbedrede Fujitaskala blev taget i brug fra 1 . februar 2007. Som originalen består også EF skalaen seks kategorier, hvor den rangerer  tornadoer efter hvilke type og hvor stor skade de forårsager, og ikke den antagede eller målte vindstyrke. Det betyder at en voldsom tornado med 500 km/t vindhastigheder, som bevæger sig over et område hvor den ikke forårsager skader eller skravering i overfladen af jorden, vil blive kategoriseret lavt på skalaen.  Estimaterne af vindhastighederne i forhold til hvilke skader de medføre er desuden stærkt nedjusterede i den nye skala, grundet ny forskning som viser at lavere vindhastigheder medføre voldsommere skader end hidtil antaget i den originale Fujita skala.[kilde mangler]

## Parametre
Parametrene i den nye skala er listet nedenfor, i henhold til intensitet. Selv om vindhastighederne og eksempler på det fotografiske skadeomfang er blevet opdateret, er beskrivelserne af skadeomfanget lig den i den oprindelige Fujitaskala. Imidlertid benytter den nye målemetode sig af såkaldte skadeindikatorer (damage indicators), som i større grad tager hensyn til kvaliteten på skadede strukturer og konstruktioner når tornadoer skal klassificeres.
| Skala | Vindhastighed (estimat) | Vindhastighed (estimat) | Skadeeksempler        |
| Skala | mph                     | km/h                    | Skadeeksempler        |
| EF0   | 65–85                   | 105–137                 | EF0 eksempel på skade |
| EF1   | 86–110                  | 138–178                 | EF1 damage example    |
| EF2   | 111–135                 | 179–218                 | EF2 damage example    |
| EF3   | 136–165                 | 219–266                 | EF3 damage example    |
| EF4   | 166–200                 | 267–322                 | EF4 damage example    |
| EF5   | >200                    | >322                    | EF5 damage example    |